# Collegio uninominale Lazio - 03 (2020)
Il collegio elettorale uninominale Lazio - 03 è un collegio elettorale uninominale della Repubblica Italiana per l'elezione del Senato della Repubblica.

## Territorio
Come previsto dalla legge n. 51 del 27 maggio 2019, il collegio è stato definito tramite decreto legislativo all'interno della circoscrizione Lazio.
È formato da parte del territorio del comune di Roma: il Municipio Roma III (Monte Sacro), il Municipio Roma IV (Tiburtina), il Municipio Roma V (Prenestino-Centocelle) e il Municipio Roma VI (Roma delle Torri).
Il collegio è parte del collegio plurinominale Lazio - 01.

## Eletti
| Elezione | Elezione | Deputato         | Partito |
| -------- | -------- | ---------------- | ------- |
|          | 2022     | Giulia Bongiorno | Lega    |

## Dati elettorali

### XIX legislatura
Come previsto dalla legge elettorale, 74 senatori sono eletti con sistema a maggioranza relativa in altrettanti collegi uninominali a turno unico.
| Candidati                                 | Candidati                  | Voti    | %     | Liste                                 | Voti    | %     |
| ----------------------------------------- | -------------------------- | ------- | ----- | ------------------------------------- | ------- | ----- |
|                                           | Giulia Bongiorno ✔️ Eletto | 148 373 | 39,70 | Fratelli d'Italia                     | 112 330 | 30,06 |
| Lega per Salvini Premier                  | Giulia Bongiorno ✔️ Eletto | 148 373 | 39,70 | 17 753                                | 4,75    |       |
| Forza Italia                              | Giulia Bongiorno ✔️ Eletto | 148 373 | 39,70 | 17 073                                | 4,57    |       |
| Noi moderati/Lupi - Toti - Brugnaro - UDC | Giulia Bongiorno ✔️ Eletto | 148 373 | 39,70 | 1 217                                 | 0,33    |       |
|                                           | Andrea Catarci             | 111 088 | 29,73 | Partito Democratico-IDP               | 76 312  | 20,42 |
| Alleanza Verdi e Sinistra                 | Andrea Catarci             | 111 088 | 29,73 | 19 018                                | 5,09    |       |
| +Europa                                   | Andrea Catarci             | 111 088 | 29,73 | 13 607                                | 3,64    |       |
| Impegno Civico - Centro Democratico       | Andrea Catarci             | 111 088 | 29,73 | 2 151                                 | 0,58    |       |
|                                           | Giuseppe Cracchiolo        | 61 221  | 16,38 | Movimento 5 Stelle                    | 61 221  | 16,38 |
|                                           | Livia Pandolfi             | 30 212  | 8,08  | Azione - Italia Viva - Calenda        | 30 212  | 8,08  |
|                                           | Maria Vittoria Molinari    | 7 649   | 2,05  | Unione Popolare                       | 7 649   | 2,05  |
|                                           | Felice Andrea Totaro       | 5 307   | 1,42  | Italexit                              | 5 307   | 1,42  |
|                                           | Enzo Pennetta              | 4 616   | 1,24  | Italia Sovrana e Popolare             | 4 616   | 1,24  |
|                                           | Laura Borgarucci           | 1 707   | 0,46  | Partito Comunista Italiano            | 1 707   | 0,46  |
|                                           | Cesare Freni               | 1 707   | 0,46  | Vita                                  | 1 707   | 0,46  |
|                                           | Claudio Matteoda           | 829     | 0,22  | Alternativa per l'Italia (PdF - Exit) | 829     | 0,22  |
| Totale                                    | Totale                     | 373 694 | 100   |                                       | 373 694 | 100   |
|                                           |                            |         |       |                                       |         |       |
| Voti non validi                           | Voti non validi            | 11 003  | 2,86  |                                       |         |       |
| Votanti                                   | Votanti                    | 384 697 | 62,27 |                                       |         |       |
| Elettori                                  | Elettori                   | 617 819 |       |                                       |         |       |